# Russes en Belgique
La Belgique est depuis longtemps visitée par des Russes en voyage mais elle devient une terre d'émigration pour eux depuis la fin du XIXe siècle. En 1910, près de 7 500 Russes résident en Belgique, essentiellement des étudiants ou des minorités discriminées comme les Juifs. Après la Révolution russe en 1917, les émigrants sont surtout des russes blancs.
Les statistiques officielles comptent 7 176 citoyens russes en Belgique en 2007. 
Entre 1992 et 2007, 3 407 citoyens russes ont obtenu la nationalité belge. 
Au total, 10 244 personnes venant des anciennes républiques soviétiques ont obtenu la nationalité belge entre 1990 et 2007.
Les statistiques belges avant 1990 couvrent seulement le processus de naturalisation et pas le processus beaucoup plus fréquent de l'acquisition de la nationalité par déclaration.
Les chiffres ci-dessous ne prennent pas non plus en compte les demandeurs d'asile ni les  illégaux.